# Wanda Wiłkomirska
Wanda Wiłkomirska, nom real Jolanta Wanda Rakowska, de soltera Wiłkomirska (Varsòvia, 11 de gener, 1929 - Idem., 1 de maig, 2018), fou una violinista i professora polonesa.

## Biografia
Provenia d'una família musical de Varsòvia. Va començar a aprendre a tocar el violí als 5 anys amb el seu pare Alfred. Després de dos anys d'estudi, va actuar per primera vegada en públic. Es va graduar a la 4a escola secundària Emilia Sczaniecka de Łódź. El 1947 es va graduar a l'Escola Superior Estatal de Música de Łódź a la classe d'Irena Dubiska, i a partir del 1949 va ser alumna d'Ede Zathureczky a l'Acadèmia de Música Ferenc Liszt de Budapest. Entre els seus professors també hi havia Eugenia Umińska i Tadeusz Wroński a Varsòvia i Henryk Szeryng a París. Va ser guardonada en diversos concursos internacionals: a Ginebra (1946), a Budapest (1949) i al Concurs Wieniawski de Poznań (1952). Des del seu debut triomfal a Amèrica (1961) amb l'Orquestra Filharmònica Nacional, va començar la seva carrera internacional.
Durant 22 anys va ser solista de la Filharmònica Nacional de Varsòvia, acompanyant l'orquestra en els seus viatges, i també va ser convidada a gires per altres orquestres poloneses i estrangeres. Com a solista va participar en la inauguració de la Filharmònica Nacional de Varsòvia, reconstruïda després de la destrucció de la guerra, en la inauguració del Barbican Hall de Londres, inaugurat i actuant al primer concert de postguerra de l'Orquestra Simfònica de Sydney a l'Òpera de Sydney.
Ha fet concerts a sis continents, oferint recitals i tocant amb les principals orquestres dirigides per Otto Klemperer, Leonard Bernstein, Carlo Maria Giulini, John Barbirolli, Kurt Masur, Wolfgang Sawallisch, Zubin Mehta, Witold Rowicki, Erich Leinsdorf, Pierre Boulez, Eugen Jochum, Franz Konwitschny. Va participar en projectes de cambra, tocant amb els seus germans ("Wiłkomirski Trio"), així com amb Martha Argerich, Daniel Barenboim, Gidon Kremer i Mischa Maiski. Concerts anuals als EUA, nombrosos concerts a gairebé tots els països europeus, Japó, Nova Zelanda i Sud-amèrica, i crítiques positives fan que Wanda Wiłkomirska sigui considerada una de les violinistes més importants del segle XX.
El gener de 1976, va signar una carta de protesta a la Comissió Extraordinària del Sejm de la República Popular Polonesa contra els canvis a la Constitució de la República Popular Polonesa[2]. Va ser activista del KOR. El 23 d'agost de 1980, es va unir a la crida de 64 acadèmics, escriptors i publicistes a les autoritats comunistes per iniciar un diàleg amb els treballadors en vaga[3]. Després del 13 de desembre de 1981, durant la llei marcial, va abandonar el país.   [4]. Només va tornar després de la caiguda del comunisme.
A més de les seves activitats concertístiques, va impartir una classe a la "Hochschule für Musik und Darstellende Kunst Mannheim" a Alemanya (1983-1999) i al Conservatori de Música de Sydney a Austràlia, combinant la docència amb concerts. També va impartir classes magistrals en molts països i va ser membre del jurat en concursos internacionals de violí: Karl Flesch a Londres, Jacques Thibaud a París, Pyotr Tchaikovsky a Moscou, ARD a Munic, Henryk Wieniawski a Poznań, Hannover i Tòquio. Wanda Wiłkomirska va ser la primera intèrpret de moltes peces de compositors polonesos, alemanys i australians, algunes de les quals li estaven dedicades.
Va gravar per a EMI, Deutsche Grammophon, Polskie Nagrania, Philips, Hungaroton i altres segells. Va tocar amb el violí Petrus Guarnerius, Venècia 1734.
Va ser enterrada al cementiri Powązki de Varsòvia (parcel·la 223-1-16).

## Vida privada
Era filla del músic polonès Alfred Wiłkomirski i d'una dona jueva, Debora-Dorota, de soltera Temkin. Wanda Wiłkomirska era germana de Józef, germanastra de Maria, Kazimierz i Michał, la primera esposa de Mieczysław Rakowski, amb qui va tenir dos fills: Artur i Włodzimierz. No es va tornar a casar.

## Condecoracions
- Creu de Comandant amb Estrella de l'Orde Polònia Restituta (17 d'octubre de 2001),[7][8]
- Creu de Comandant de l'Orde de Polonia Restituta (1981),[7]
- Creu d'Oficial de l'Orde de Polonia Restituta (15 de gener de 1953),[9]
- Creu de Cavaller de l'Orde de Polonia Restituta (1952),[10]
- Orde de la Bandera del Treball, 1a classe (1964),[11]
- Medalla d'Or al Mèrit a la Cultura Gloria Artis (23 de desembre de 2008).[12][13]

## Premis i distincions
- Premi Estatal, 2n grau (1952),[7]
- Premi Estatal, 2n grau (1953),[14]
- Premi Estatal, 1r grau (1964),[7]
- Premi de la Fundació Karol Szymanowski (1997),[7]
- Medalla Commemorativa Pro Masovia (2009),[15]
- Mussol daurat de Polònia pels èxits musicals (2011),[16]
- Doctor Honoris Causa de l'Acadèmia de Música de Łódź (2006),[7]
- Ciutadà d'honor de la ciutat de Kalisz (2006),[7]
- Ciutadà d'honor de la ciutat de Świdnik.[17]

## Filmografia
- 1967: Jowita com ella mateixa
- 1996: Matka swojej matki  com a professora d'Alicja